# 嘉惠教養院
財團法人嘉義縣私立嘉惠教養院（英文：Foundation of Private Chia Huey Nursing Institution in ChiaYi County），簡稱嘉惠教養院，是一間位在嘉義縣水上鄉的教養院，建立於民國75年，由已故院長  呂賴怡靜女士擔任第一任院長，對身心障礙者提供陪伴終身到老的服務，使身心障礙者亦能得到妥善的照護，謀得求生、求存之道，以減輕家庭負擔，增進社會福利制度與品質。

## 創立原因
已故院長 呂賴怡靜女士在前院長 呂嘉來先生就讀國小三年級的時候罹患胰臟炎，母親在病榻忍受病魔折騰時發願，倘若病癒就願成立教養院以照顧社會上那些殘疾孤苦的人。兩年後呂賴怡靜女士的病情逐漸好轉，便以身邊的積蓄在台南縣永康鄉租地創辦嘉惠教養院，後來輾轉遷院址到嘉義縣水上鄉，民國八十二年由第二任院長呂嘉來接手，現任院長為陳菲菲，自在民國九十三年十二月六日正式完成立案，收容本國國民年滿十八歲以上至六十五歲領有身心障礙手冊之輕、中、重度、極重度身心障礙者及多重障礙者以及經由各直轄市、縣(市)政府轉介者。

## 歷任院長
| 在任期間            | 名稱     | 備註     |
| 1986－1993年        | 呂賴怡靜 | 創辦人   |
| 1993－2016年5月31日 | 呂嘉來   | 現任院長 |
| 2016年6月1日-       | 陳菲菲   | 代理院長 |

## 服務對象
- 凡年滿三歲以上至六十五歲，領有身心障礙手冊之輕、中、重、極重度身心障礙者。
- 經由嘉義縣政府轉介者，以列冊低收入戶及嘉義縣政府轉介個案為優先收容。

## 服務項目
- 入院前諮詢、檢測及轉介
- 個案教學與評估
- 復健護理、衛教訓練及保健預防等服務
- 社會適應能力訓練

## 工作組織
- 教保組:掌理院生教養、生活訓練、職業陶冶及職業訓練。
- 社工組:掌理院生個案輔導、各界來賓參觀、諮詢服務及志願服務推展事項。
- 醫務組:掌理院生疾病預防、復健訓練、衛生教育及保健服務事項。
- 行政室:掌理文書、出納、財產購置管理及總務，並依法辦理人事管理、考核和福利事項。
- 會計室:依法辦理歲計、會計、統計等事項。

## 外部連結
- 嘉惠教養院（页面存档备份，存于）
- 台灣公益資訊中心（页面存档备份，存于）
- 嘉義縣各身心福利機構一覽表[永久]
- 內政部身心障礙服務入口網[永久]